# Dançarino-de-crista-laranja
Manaquim-de-coroa-laranja ou dançarino-de-crista-laranja (Heterocercus aurantiivertex) é uma espécie de ave da família Pipridae.
Pode ser encontrada nos seguintes países: Equador e Peru.
Os seus habitats naturais são: pântanos subtropicais ou tropicais e matagal árido tropical ou subtropical.

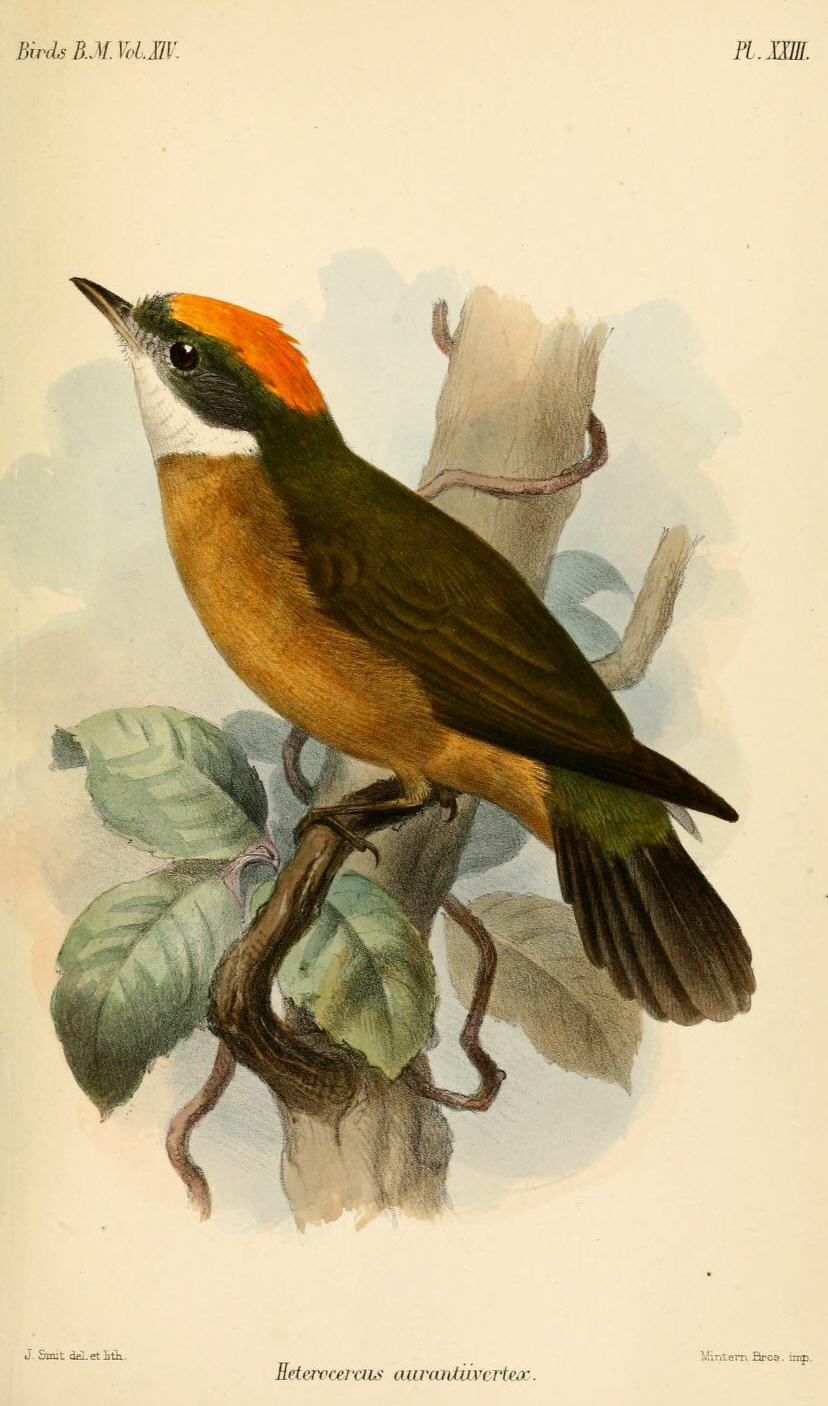
Ilustação de Joseph Smit, 1881.